# Stichopogon bancrofti
Stichopogon bancrofti là một loài ruồi trong họ Asilidae. Stichopogon bancrofti được Hardy miêu tả năm 1934. Loài này phân bố ở miền Australasia.